# Стешенко Іван Никифорович

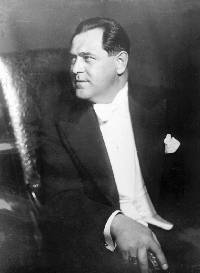
Іван Стешенко

Стешенко Іван Никифорович (21 січня 1894, Лебедин — 3 травня 1937, Харків) — український оперний співак-бас.

## Життєпис

Іван Стешенко в ролі Бориса Годунова в опері «Борис Годунов» Модеста Мусоргського (Нью-Йорк, 1920-ті роки)

Співу вчився в Санкт-Петербурзі та Італії за сприяння графів Василя та Олексія Капністів, на сцені з 1914 р. (дебютував у м. Бергамо). 
1917–1921 рр. — соліст Київської опери, 1932–1934 рр. — Харківської опери. 
У 1921–1932 рр. гастролював у Львові, Польщі, Італії, Англії, Франції, США. 1934–1937 рр. — соліст Харківської філармонії. Найкращі партії: Тарас Бульба, Мефістофель, Борис Ґодунов (в однойменних операх М. Лисенка, А. Бойто, М. Мусорґського), Галицький («Князь Ігор» О. Бородіна), Зарастро («Чарівна флейта» В.-А. Моцарта), Доктор («Воцек» А. Берґа), Дон Базіліо («Севільський цирульник» Дж.-А. Россіні).